# Johann Caspar Sieber

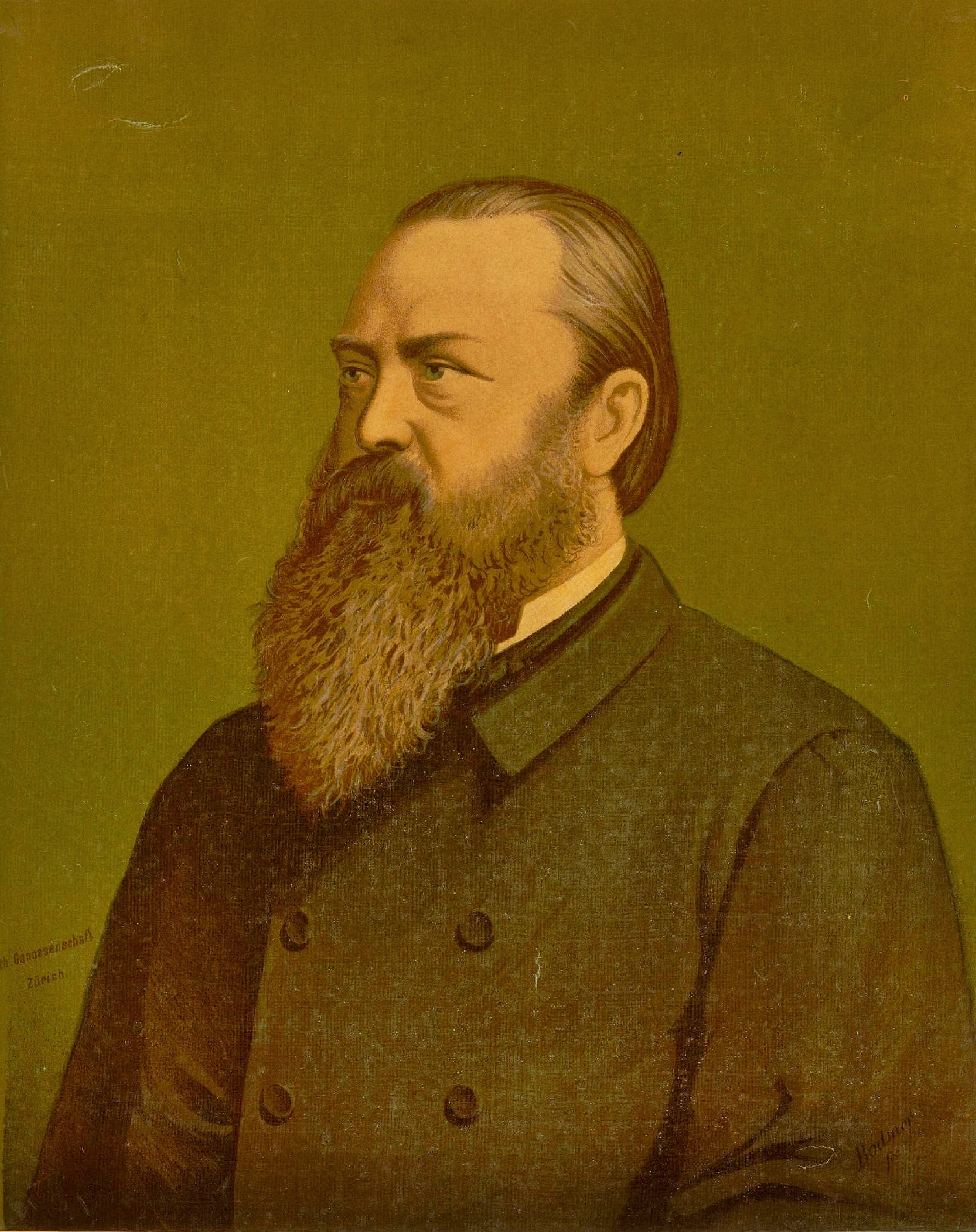
Johann Caspar Sieber um 1860

Johann Caspar Sieber (auch Johann Kaspar Sieber) (* 12. Dezember 1821 in Seebach (Stadt Zürich); † 22. Januar 1878 in Hottingen (Stadt Zürich)) war ein Schweizer Pädagoge, Sozialreformer und Politiker.

## Leben
Sieber wurde als Sohn des Landwirts Diethelm und der Regula Christinger 1821 in Seebach geboren. Er besuchte die dortige Dorfschule und anschliessend das Landknabeninstitut (1835–1837) und die Industrieschule (1837–1839) in Zürich. Von 1837 bis 1839 liess er sich am Lehrerseminar Küsnacht zum Sekundarlehrer ausbilden. Nach dem Abschluss versah er verschiedene Vikariatsstellen.
Von 1841 bis 1843 unterrichtete er als Sekundarlehrer in Wetzikon. Dort wurde er wegen republikanischen und religionskritischen Lehrinhalten entlassen erhielt ein fünfjähriges Berufsverbot für den Kanton Zürich. 1843 erwarb er das Lehrerpatent des Kantons St. Gallen, das im 1844 aus politischen Gründen wieder aberkannt wurde. Am 31. März 1845 nahm er am Zweiten Freischarenzug an der Seite von Gottfried Keller, Johann Jakob Treichler, Heinrich Grunholzer teil.
Von 1845 bis 1847 war er Lehrer an der Mädchenschule in Murten, Kanton Freiburg. Weil er sich im Januar 1847 am gescheiterten Zug zum Sturz der konservativen Freiburger Regierung beteiligt hatte, wurde er im April aus dem Kanton verwiesen und übersiedelte nach Bern. Im November zog er als Freiwilliger mit den Sonderbundstruppen gegen Freiburg und kehrte nach dem Sturz der Konservativen nach Murten zurück. Hier gründete er die Zeitung «Der Wächter, Ein freisinniges Volksblatt», die er von Januar bis November 1848 herausgab, und bald danach einen Volksverein. Seine Kritik an der liberalen Regierung führte im Oktober zur erneuten Ausweisung aus dem Kanton Freiburg und zur Niederlassung in Bern.
Durch Vermittlung von Ludwig und Wilhelm Snell wurde er von 1848 bis 1950 Mitredakteur der radikalen Berner Zeitung. 1850 kehrte er in den Kanton Zürich zurück, lehrte als Verweser und von 1853 bis 1869 als Lehrer an der Sekundarschule in Uster. Gleichzeitig engagierte er sich in der Gemeinde- und Bezirksschulpflege, in der Zürcher Schulsynode als Präsident von 1860 bis 1862 und setzte sich mit Vorträgen und Artikeln für ein fortschrittliches Schulwesen ein.
Als Anhänger des Frühsozialisten Johann Jakob Treichler und von 1854 bis 1858 als Zürcher Grossrat kämpfte er gegen die Liberalen um Alfred Escher. Er kritisierte öffentlich die Arbeitsverhältnisse in den Fabriken des «Spinnerkönigs» Heinrich Kunz (1793–1859), was ihm einen Prozesse eintrug, und forderte gesetzliche Schutzbestimmungen. 1864 gründete er die Wochenzeitung «Der Unabhängige» und war bis 1868 dessen Redaktor.

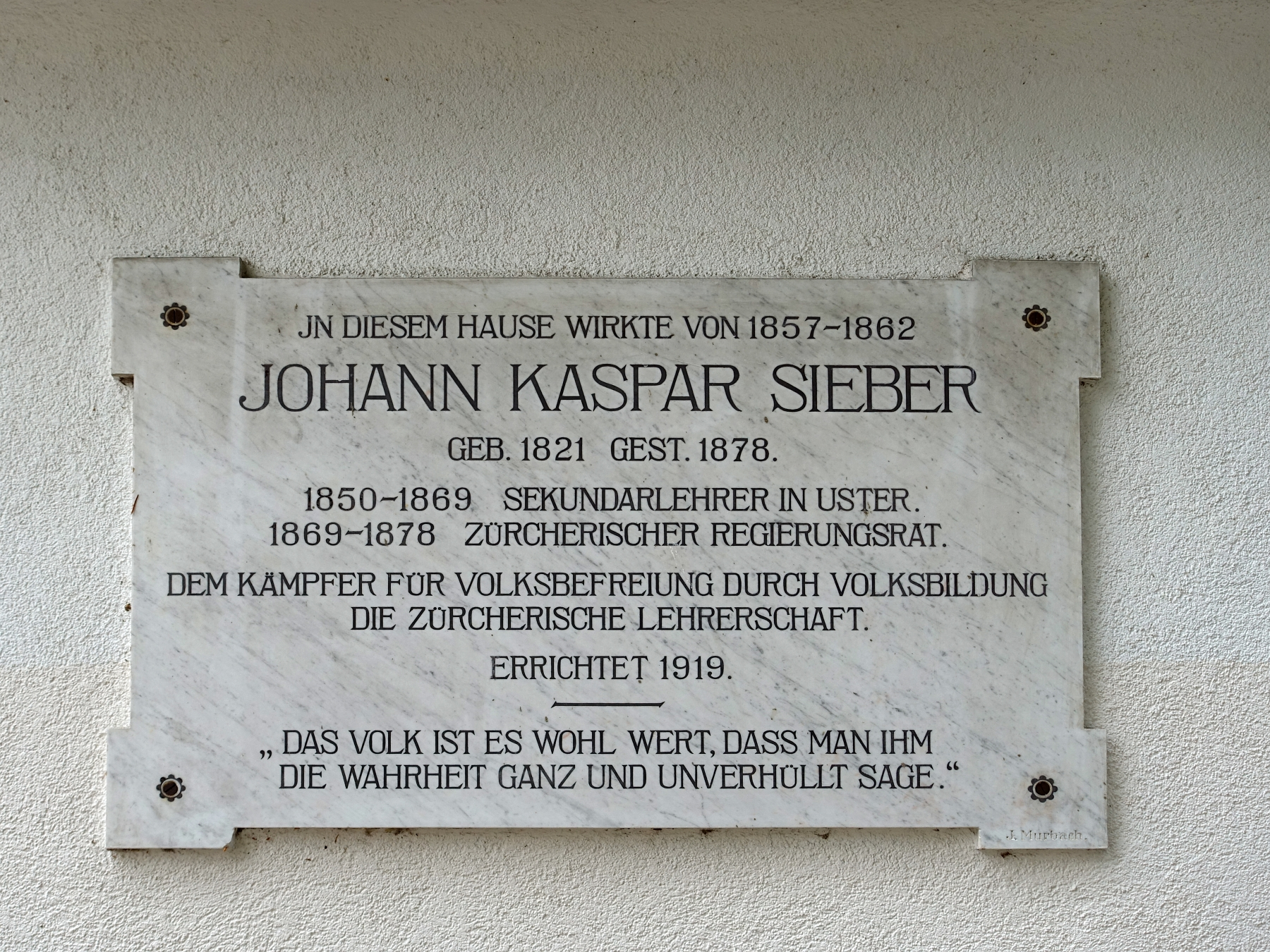
Gedenktafel für Johann Kaspar Sieber

Er gehörte mit Salomon Bleuler zu den führenden Vorkämpfern der Demokratischen Bewegung (1867–1869) im Kanton Zürich: 1867 als Mitglied des kantonalen Komitees, als Verfasser des «Manifests der Demokraten» vom 8. Dezember 1867 sowie als Redner an der Volksversammlung («Landsgemeinde») vom 15. Dezember 1867 in Uster, von 1868 bis 1869 als einflussreiches Mitglied der 35er-Kommission des Zürcher Verfassungsrates, der die direktdemokratische Verfassung von 1869 ausarbeitete. Vor Zürich hatte kein Kanton einen solch radikalen Wandel von einem reinen Repräsentativsystem zu einem Modell mit weitreichenden direktdemokratischen Elementen vollzogen. In den Jahren 1869 bis 1878 war er Zürcher Regierungsrat der Demokratischen Partei: 1869 Erziehungsdirektor, 1875 Direktor des Sanitäts- und Gefängniswesens und 1877 Direktor des Inneren.
Sieber pflegte eine Freundschaft mit dem Industriellen und Politiker Heinrich Boller sowie mit dem Lehrer und Politiker Johann Kaspar Hug.
Er verstarb im Amt. Am Schlossweg 2 gegenüber der reformierten Kirche in Uster befindet sich eine Gedenktafel. Sein Nachlass wird im Archiv der Paul-Kläui-Bibliothek in Uster aufbewahrt.

„Das Volk ist es wohl wert, dass man ihm die Wahrheit ganz und unverhüllt sage.“

## Werk
Im Sinne von Ignaz Thomas Scherr, seinem Lehrer am Lehrerseminar, sah Sieber als Bildungspolitiker in der Erziehung des Menschen zum mündigen Bürger einen Beitrag zur Lösung der sozialen Frage.
Als Regierungsrat und Erziehungsdirektor suchte er seine Ziele in einem umfassenden Unterrichtsgesetz zu realisieren. Zusammen mit Erziehungsrat Heinrich Wettstein hatte er ein neues Unterrichtsgesetz mit zahlreichen Neuerungen ausgearbeitet, das unter anderem eine Auflösung der Seminarien vorsah. Die zukünftigen Lehrer sollten zuerst an einem Realgymnasium und anschliessend an der Universität ausgebildet werden. 1872 wurde die Vorlage an einer Volksabstimmung haushoch verworfen, weil vor allem auf dem Land die Abneigung gegen an der Universität ausgebildete Lehrer stark war. In der Folge wurde Sieber im Juni 1872 abgewählt.
Nachdem er seinen Regierungssitz in einer Ersatzwahl im September wiedergewonnen hatte, konnte er einzelne Punkte seines Programms verwirklichen. Teilerfolge erreichte er zuvor (Abschaffung des Schulgelds) und danach (verbesserte Lehrerbesoldung, unentgeltlicher Sekundarschulunterricht, Eröffnung des Technikums Winterthur). Als Sanitätsdirektor legte er in einem Medizinalgesetz das Schwergewicht auf die Hygiene.

## Schriften
- Was ist zu thun? Festrede, gehalten in Freiburg am 31. Januar 1848
- Gedächtnissrede auf Dr. Thomas Scherr, in: Bericht über die Verhandlungen der Zürcher Schulsynode von 1870